# Mathilde de Bavière (1275-1319)
Pour les articles homonymes, voir Mathilde de Bavière.
Mathilde de Bavière ou Mathilde de Wittelsbach, (née en 1275 - morte le 28 mars 1319) était une princesse de Bavière.
Fille de Louis II le Sévère et de Mathilde de Habsbourg, elle était la sœur de Louis IV de Bavière, élu roi des Romains en 1314 et futur empereur.
Elle épouse Othon II (ca.1266 † 1330), duc de Brunswick-Lunebourg et donne naissance à :
- Mathilde (morte en 1316), épouse le seigneur Nicolas II de Werle.
- Jean (mort en 1324), vicaire apostolique de l'archidiocèse de Brême ;
- Othon III (vers 1296 – 1352), prince de Lunebourg ;
- Guillaume II (vers 1300 – 1369), prince de Lunebourg ;
- Louis (mort en 1346), évêque de Minden ;
- Sophie, épouse le comte Simon de Dassel
- Luitgarde, abbesse de Wienhausen
- Jutta, également abbesse de Wienhausen.

Morte en 1319, elle est inhumée dans un tombeau double avec son époux dans l'abbaye Saint-Michel de Lunebourg.